# Kalos

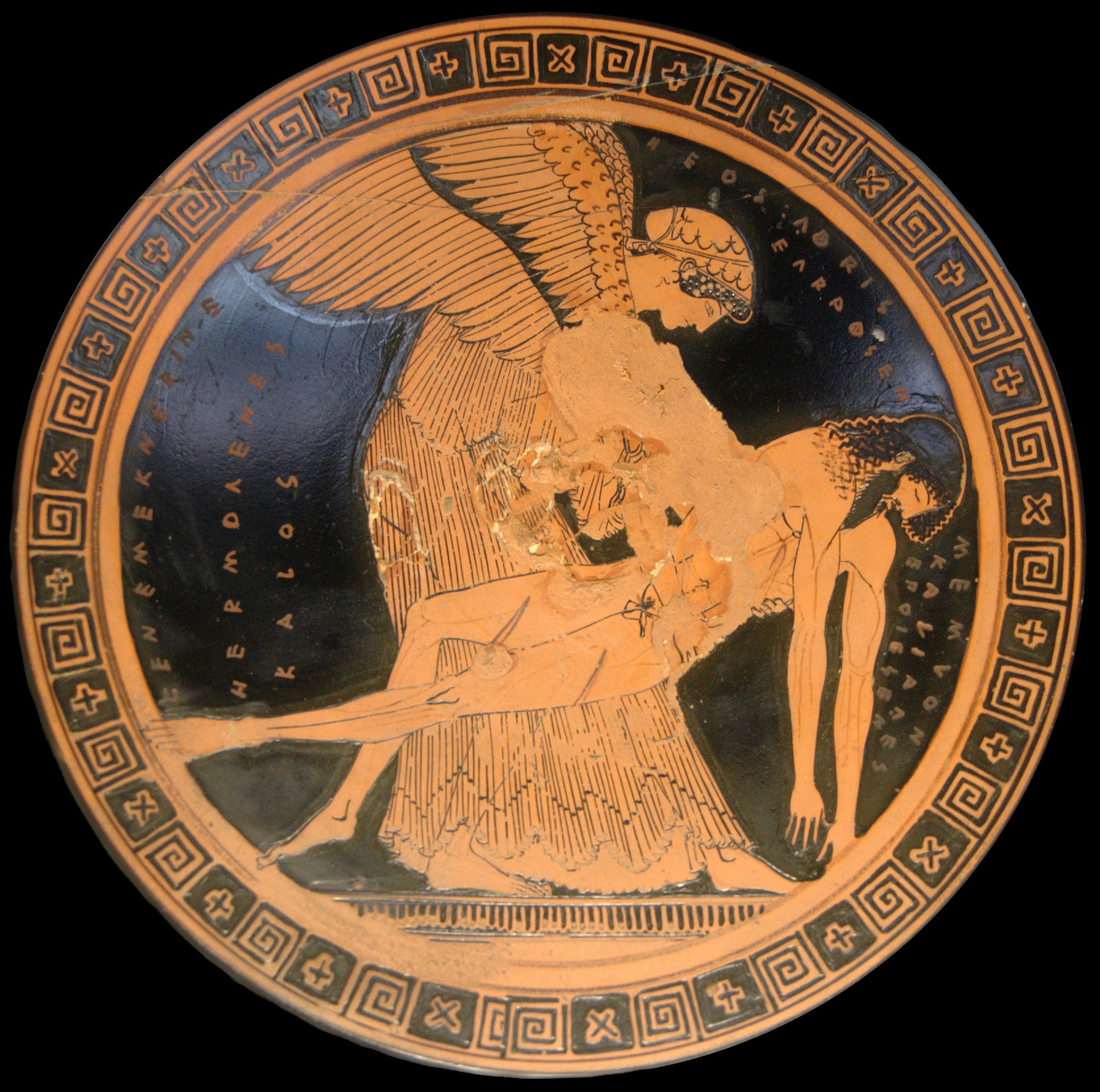
Coppa attica a figure rosse raffigurante la dea Eos che piange la morte del figlio Memnone. Tra le iscrizioni compare la frase HERMOΓΕΝΕS KALOS (Hermogenes kalos). Proveniente da Capua, ca. 490–480 a.C.; conservata al Louvre.

L'iscrizione kalós è una forma di epigrafe diffusa sui vasi attici tra il 550 e il 450 a.C., di solito rinvenuta su vasi simposiaci.
La parola καλός significa "bello", ma all'interno di questa formula assumeva connotazione erotica; l'iscrizione era formata dal nome di un giovane, al nominativo singolare, seguita dall'aggettivo "kalós" ("... Kalos", cioè "... [è] bello"). Contemporaneamente alla comparsa di queste iscrizioni vascolari, si assiste alla proliferazione di scene a carattere pederastico, ma sotto forma di carezze piuttosto che di atti sessuali espliciti.
Le persone citate erano quasi sempre adolescenti maschi, riconosciuti dal ceramografo per la loro bellezza, ma, occasionalmente, anche ragazze e donne erano dette kalé ("bella"). Altre volte l'iscrizione era generica e rivolta a ho pais kalos, dove il termine 'pais' significa ragazzo di età inferiore a quattordici o quindici anni. In alcuni casi i nomi delle iscrizioni sono stati ricondotti a personaggi storici, divenendo elementi cronologici per la datazione dei vasi.
Le iscrizioni kalos si trovano anche come graffiti sui muri. L'esempio più abbondante è costituito dalle iscrizioni incise su roccia risalenti al IV secolo a.C.. Le prove non epigrafiche letterarie consistono in due riferimenti in Aristofane: il verso 144 degli Acarnesi e i versi 97-99 delle Vespe.